# 도모지
도모지(塗貌紙)는 조선 시대에 행했던 사형(死刑) 방식이다. 보통 집안의 윤리를 어긴 사람들을 죽이기 위해 따로 행했으나 천주교 박해에도 쓰였다.
처형하려는 사람이 움직이지 못하도록 몸을 묶고 얼굴에 물을 묻힌 종이를 겹겹이 바르는 형식이다. 몇 겹씩 얼굴에 단단히 쌓아올린 종이가 코와 입에 달라붙기 때문에 죽임을 당하는 사람은 비명도 지르지 못하면서 질식사한다.

## 도무지의 어원
어찌씨 '도무지'가 '도대체 어떻게 할 방도가 없다'는 뜻으로 위의 도모지에서 유래했다는 이야기가 있으나, 민간어원설이다. 이것을 한자 都無知로 쓰는 것 또한 취음표기에 지나지 않는다.